# Senyalització (telecomunicacions)
En telecomunicacions, la senyalització és l'ús de senyals per controlar les comunicacions. Això pot constituir un intercanvi d'informació sobre l'establiment i el control d'un circuit de telecomunicacions i la gestió de la xarxa.

## Classificació
Els sistemes de senyalització es poden classificar en funció de diverses característiques principals.

### Senyalització dins i fora de banda
A la xarxa telefònica pública commutada (PSTN), la senyalització en banda és l'intercanvi d'informació de control de trucades dins del mateix canal físic, o dins de la mateixa banda de freqüència, que el missatge (la veu de les persones que truca) està utilitzant. Un exemple és la senyalització multifreqüència de doble to (DTMF), que s'utilitza a la majoria de línies telefòniques a les instal·lacions del client.
La senyalització fora de banda és la senyalització de telecomunicacions en un canal dedicat separat del que s'utilitza per al missatge. La senyalització fora de banda s'ha utilitzat des que es va introduir el sistema de senyalització núm. 6 (SS6) a la dècada de 1970, i també al sistema de senyalització núm. 7 (SS7) l'any 1980, que es va convertir en l'estàndard de senyalització entre les centrals internacionals. A mitjans del segle xx, els senyals de supervisió dels troncs de llarga distància a Amèrica del Nord eren principalment en banda, per exemple a 2600 Hz, la qual cosa necessitava un filtre de notch per evitar interferències. A finals del segle, tots els senyals de supervisió s'havien desplaçat fora de banda. Amb l'arribada dels troncs digitals, els senyals de supervisió són transportats per bits robats o altres bits en el portador E1 dedicat a la senyalització.
A mitjans del segle xx, els senyals de supervisió dels troncs de llarga distància a Amèrica del Nord eren principalment en banda, per exemple a 2600 Hz, la qual cosa necessitava un filtre d'osca per evitar interferències. A finals del segle, tots els senyals de supervisió s'havien desplaçat fora de banda. Amb l'arribada dels troncs digitals, els senyals de supervisió són transportats per bits robats o altres bits en el portador E1 dedicat a la senyalització.

## Senyalització de línia versus registre
La senyalització de la línia s'ocupa de transmetre informació sobre l'estat de la línia o del canal, com ara colgat, desenganxat (supervisió de resposta i supervisió de desconnexió, conjuntament anomenada supervisió), trucada i flash de ganxo. La senyalització de registre s'ocupa de transmetre informació d'adreça, com ara el número de telèfon de la trucada i/o la trucada. En els primers dies de la telefonia, amb l'operador que gestiona les trucades, la formació d'adreçament és per veu com "Operador, connecteu-me amb el Sr. Smith, si us plau". A la primera meitat del segle xx, la formació d'adreces es realitza mitjançant un dial rotatiu, que trenca ràpidament el corrent de línia en polsos, amb el nombre de polsos que transmeten l'adreça. Finalment, a partir de la segona meitat del segle, la senyalització d'adreces és per DTMF.

## Senyalització associada al canal versus canal comú
La senyalització associada al canal (CAS) utilitza un canal de senyalització dedicat a un canal portador específic.
La senyalització de canal comú (CCS) empra un canal de senyalització que transmet informació de senyalització relacionada amb múltiples canals portadors. Aquests canals portadors, per tant, tenen el seu canal de senyalització en comú.